# Urolepis
Urolepis es un género monotípico de plantas de la familia Asteraceae. Su única especie, Urolepis hecatantha, es originaria de Brasil, donde se encuentra en la Mata Atlántica, distribuidas por Minas Gerais, São Paulo, Río de Janeiro, Paraná, Santa Catarina y Rio Grande do Sul.

## Descripción
Las plantas de este género sólo tienen disco (sin rayos florales) y los pétalos son de color blanco, ligeramente amarillento blanco, rosa o morado (nunca de un completo color amarillo).

## Taxonomía
Urolepis hecatantha fue descrita por  (DC.) R.M.King & H.Rob.  y publicado en Phytologia 21: 305. 1971.
Sinonimia
- Eupatorium hecatanthum (DC.) Baker
- Eupatorium populifolium Hook. & Arn.
- Eupatorium urolepis (DC.) N.E.Br.
- Hebeclinium hecatanthum DC. basónimo
- Hebeclinium urolepis DC.[6]